# ハイウェイ交流センター

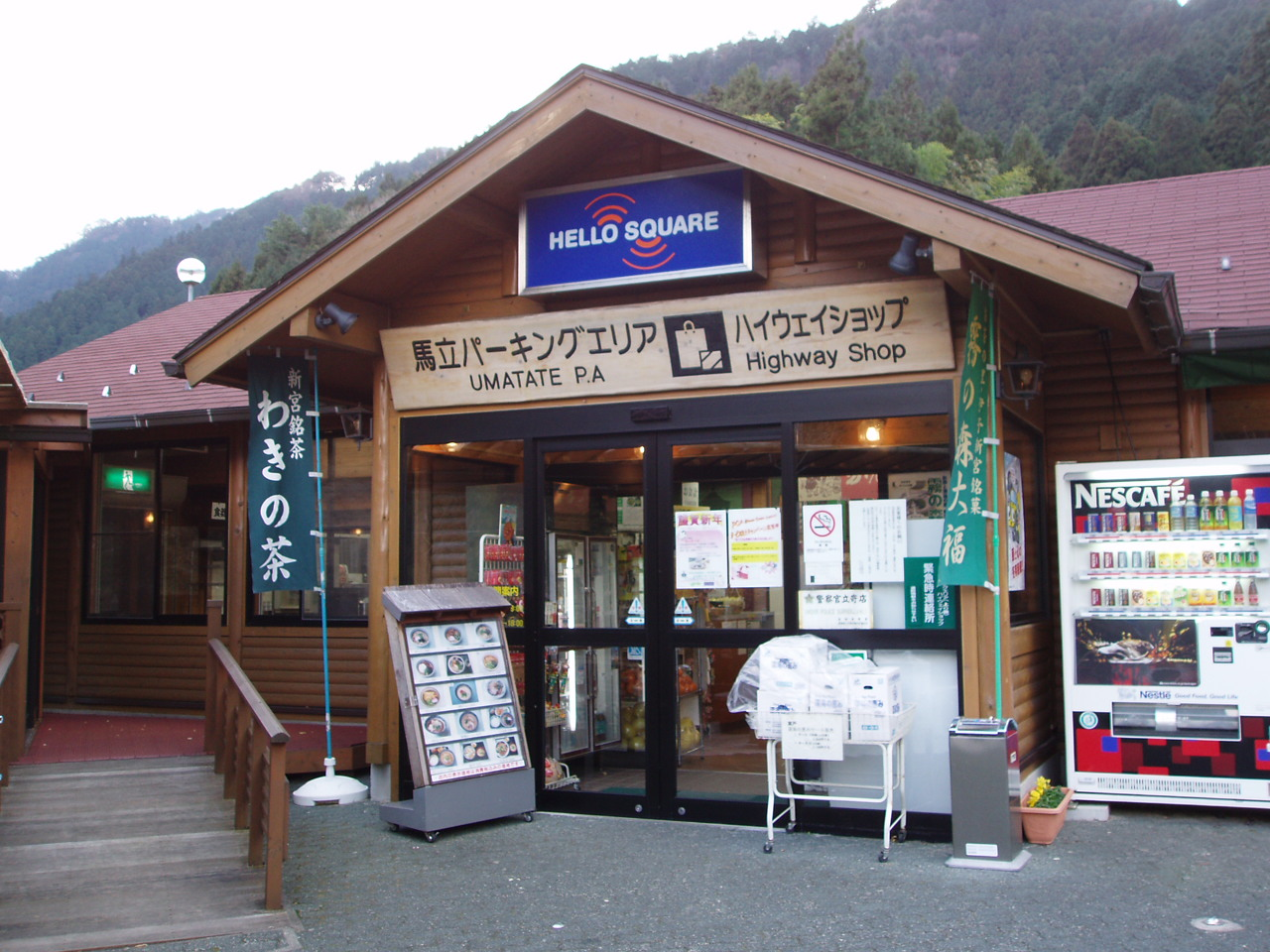
HELLO SQUARE時代のPAの例
高知自動車道馬立PA

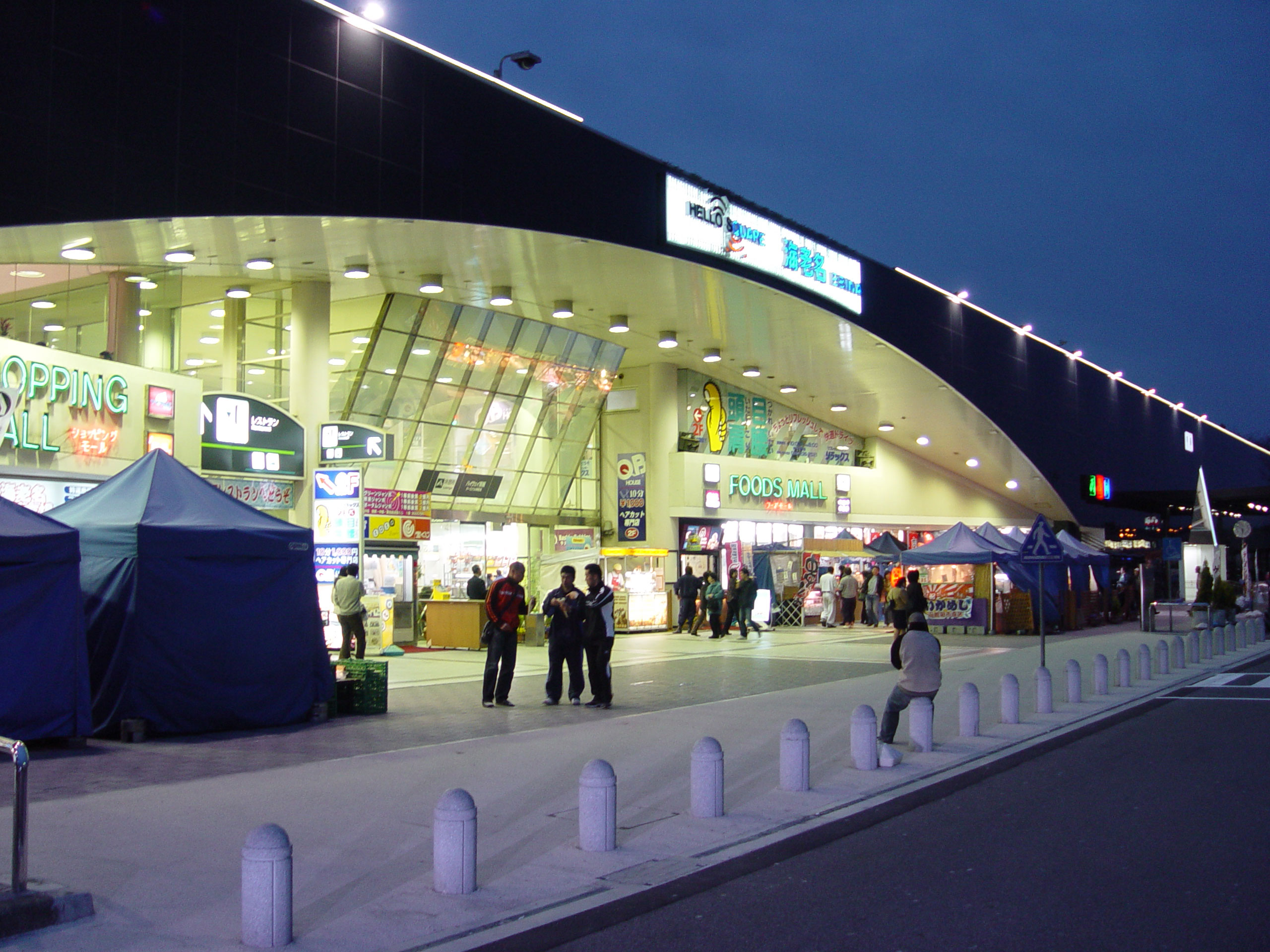
HELLO SQUARE時代の海老名サービスエリア。

財団法人 ハイウェイ交流センター（ハイウェイこうりゅうセンター、英文名称：Japan highway Service、愛称：ハロースクエア）は、かつて日本に存在した国土交通省道路局所管の公益法人。旧財団法人道路施設協会の2分割に伴い1998年10月1日に旧財団法人道路サービス機構（J-SaPa、ジェイ・サパ）と共に設立された。日本道路公団の民営化に伴い、2006年（平成18年）3月31日をもって解散した。

## 概要
主な事業・目的は、高速道路などにおけるSA、PAの管理運営および、交通遺児援助・交通安全運動などの公益事業であった。解散後の収益事業は、ネクセリア東日本株式会社（後に株式会社ネクスコ東日本エリアトラクトに社名変更）、中日本エクシス株式会社、西日本高速道路サービス・ホールディングス株式会社に引き継がれた。公益事業は、財団法人道路サービス機構の後身である財団法人高速道路交流推進財団に引き継がれた。なお、ハイウェイ交流センター（ハロースクエア）時代には、青森県、山形県、千葉県、京都府、奈良県、和歌山県、鳥取県、島根県、徳島県、福岡県、鹿児島県、沖縄県には、ハロースクエアのサービスエリア、パーキングエリアは、一箇所も存在しなかった（このうち、山形県と島根県内には、ジェイサパのサービスエリア、パーキングエリアも存在しなかった地域である）。また、愛知県は、設立時から尾張一宮PAが開設されるまでの5か月間は、ハロースクエアのサービスエリア、パーキングエリアは存在しなかった。